# جوش هارتنت
جوش هارتنت بالإنجليزية (Josh Hartnett) ممثل أمريكي من مواليد 21 يوليو 1978 , شارك في العديد من الأفلام منها سقوط الصقر الأسود، بيرل هاربر.

## روابط خارجية
- جوش هارتنت على موقع IMDb (الإنجليزية)
- جوش هارتنت على موقع ميتاكريتيك (الإنجليزية)
- جوش هارتنت على موقع روتن توميتوز (الإنجليزية)
- جوش هارتنت على موقع مونزينجر (الألمانية)
- جوش هارتنت على موقع قاعدة بيانات الأفلام العربية
- جوش هارتنت على موقع ألو سيني (الفرنسية)
- جوش هارتنت على موقع ميوزك برينز (الإنجليزية)
- جوش هارتنت على موقع أول موفي (الإنجليزية)
- جوش هارتنت على موقع بوكس أوفيس موجو (الإنجليزية)
- جوش هارتنت على موقع قاعدة بيانات الأفلام السويدية (السويدية)